# Нильсен, Ода
Ода Нильсен (дат. Oda Laurenze Helmine Nielsen, 7 августа 1852 — 11 сентября 1936) — датская театральная актриса.

## Биография
Ода Ларсен родилась в 1852 г. в Лиепае. Её родителями были судовладелец Йенс Ларсен и Каресия Мёллер. Ода была замужем дважды: сначала с 1871 г. за телеграфистом Йенсом Петерсеном, а после его смерти в 1880 г. она в 1884 г. снова вышла замуж за актёра Мартиниусом Нильсеном. Во втором браке у неё родился сын Кай Нильсен, датский карикатурист и иллюстратор.
У Оды были хороший певческий голос и естественная грация, и, не имея никакого опыта и специального образования, она в 1870 г. успешно выступила в Casino teater Копенгагена в водевиле Et enfoldigt Pigebarn Эрика Бёга. Она сопровождала своего первого мужа Йенса Петерсена в Париже, где ознакомилась с репертуаром французских театров и была особенно вдохновлена Иветтой Гильбер, которой в дальнейшем подражала.
Обогащённая французским опытом, Ода в 1881 г. вернулась в Casino teater, где сыграла главную роль в «Доре» Викторьена Сарду, причём у неё был такой успех, что её даже начали сравнивать с Сарой Бернар и пригласили работать в Королевский театр Дании, однако Ода предпочла остаться работать в частных театрах — сначала в том же Casino teater, затем в Dagmar teater. Здесь в 1884 г. она имела оглушительный успех в оперетте Frøken Nitouche. Выйдя замуж за Йенса Петерсена, она играла с ним в спектаклях Адама Эленшлегер, Людвига Хольберга и Генрика Ибсена на сцене Королевского театра.
Популярность Оды росла, особенно когда она подражала манере пения Иветты Гильбер, в частности, в Madame Sans-Gêne Сарду. В 1906 г. она посетила США, выступая перед жившими там датчанами.
В более старшем возрасте Ода играла Гревинду Даннер в Hos Grevinden Свена Леопольда — эту роль она исполняла в провинциальных театрах даже тогда, когда ей исполнилось 80 лет.
Ода Нильсен была награждена медалями Ingenio et Arti (1910 г.) и «За заслуги» (1920 г.), а также грантом Тагеа Брандт.
Ода Нильсен скончалась в 1936 г. в Скодсборге и была похоронена в Копенгагене.